# Tourbillon

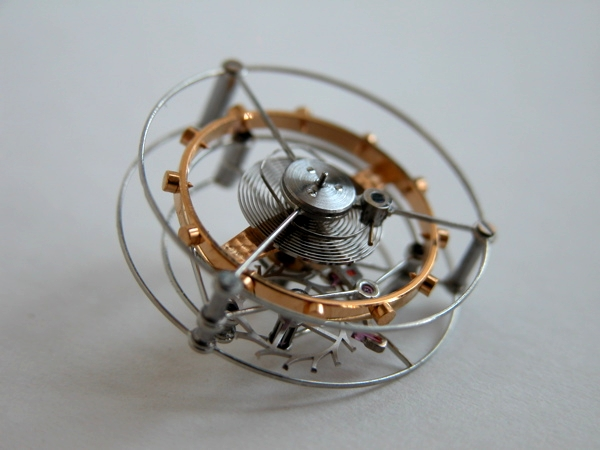
Sestavený tourbillon se setrvačkou a krokem

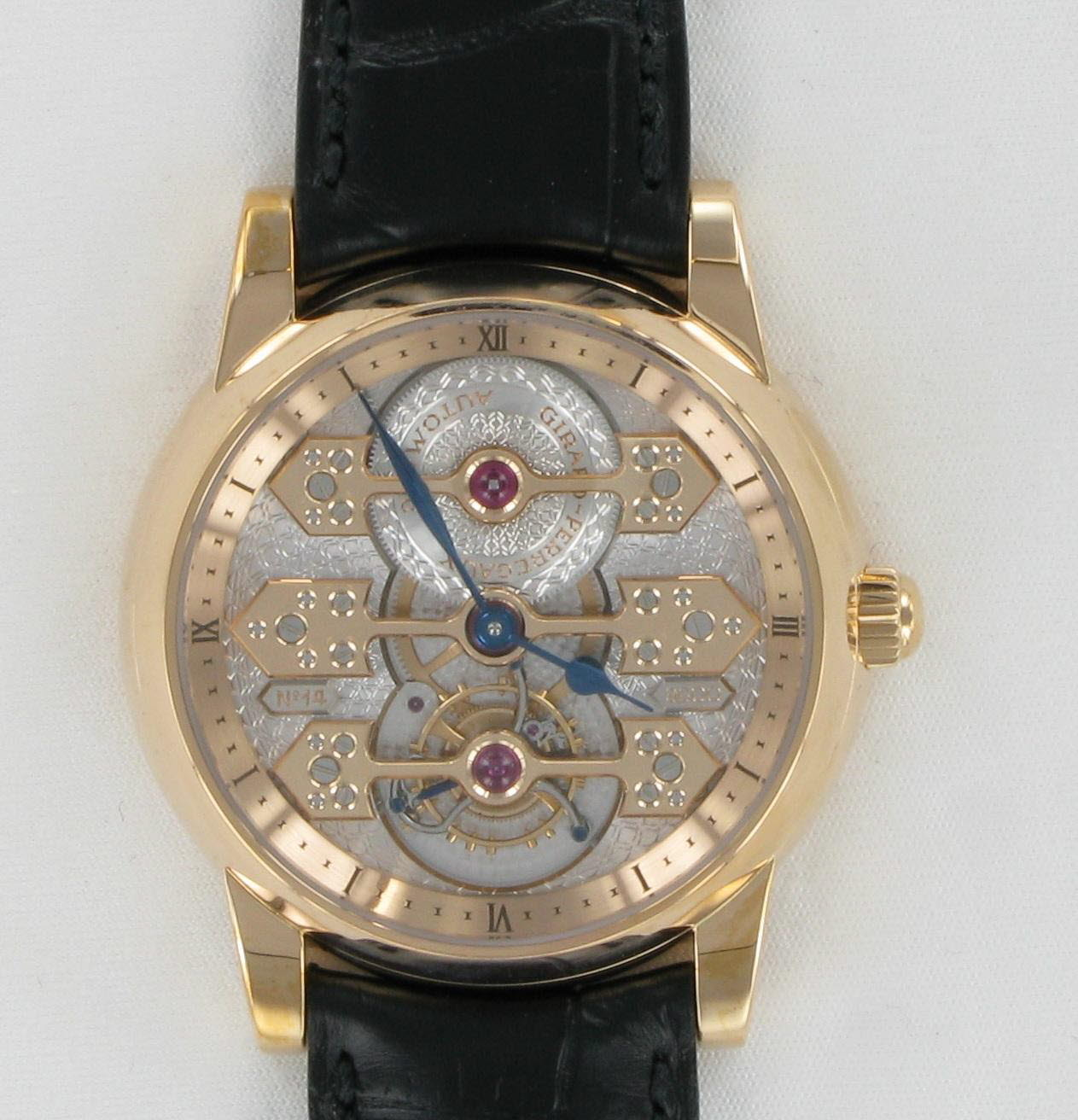
Náramkové hodinky s viditelným tourbillonem (dole)

Tourbillon [turbijjon] je doplňkové zařízení mechanických kapesních nebo náramkových hodinek, které kompenzuje rozdíly chodu v různých polohách tím, že se jeho setrvačka a krok pravidelně otáčí.

## Popis
Mechanické hodinky se setrvačkou vykazují jisté změny chodu v závislosti na poloze stroje. Proto se nejlepší hodinky testují v pěti nebo šesti polohách. Tourbillon problém obchází tak, že setrvačka, kotva i krokové kolo je v lehké kleci, upevněné na hřídeli vteřinového kola, takže se za chodu neustále otáčí jednou za minutu kolem své osy. Tím se prakticky vyrovnají odchylky chodu ve čtyřech polohách „na stojato“, ne ovšem rozdíl chodu v polohách „na plocho“.

## Historie
Tourbillon vynalezl slavný francouzský hodinář Abraham Louis Breguet roku 1795 a roku 1801 na něj obdržel královský patent. Vzhledem k mimořádně obtížné výrobě a seřizování byl tourbillon především důkazem hodinářské virtuozity a až do poloviny 20. století se vyskytoval jen vzácně. Moderní strojní výroba ale výrobu usnadnila a někteří výrobci jej začali montovat i do náramkových hodinek. Jenže tourbillon měl smysl u kapesních hodinek, které se nosí ve stále stejné poloze „korunkou vzhůru“, kdežto u náramkových hodinek se jejich poloha stále mění, takže se smysl tourbillonu ztrácí. Je to však zařízení na pohled zajímavé a koncem 20. století přišlo do módy, takže jej dnes nabízejí skoro všichni výrobci luxusních hodinek, obvykle v provedení, kde je otáčení tourbillonu vidět. Je to tedy dnes spíš technická hračka než skutečné zdokonalení hodinek.